# Eisenbahnunfall von Kothacheruvu
Bei dem Eisenbahnunfall von Kothacheruvu geriet am frühen Morgen des 28. Dezember 2013 1,5 Kilometer vor dem Bahnhof Kothacheruvu im Distrikt Anantapur, Andhra Pradesh, Indien, die Klimaanlage und anschließend der betreffende Personenwagen in Brand. 26 Menschen starben.

## Ausgangslage
Der Zug der South Western Railway der Indian Railways war als Nachtzug von Bangalore, wo er um 22:45 Uhr abgefahren war, nach Nanded in Maharashtra unterwegs. Bei dem betreffenden Liegewagen handelte es sich um ein klimatisiertes Fahrzeug, dessen Fenster sich deshalb nicht öffnen ließen. Die Außentüren waren zudem verschlossen was bei der indischen Eisenbahn üblich ist, um die Reisenden vor Diebstahl zu schützen. In dem Wagen sollen sich 67 Personen aufgehalten haben. Die Fahrgäste schliefen fest, als das Feuer ausbrach.

## Unfallhergang
Gegen 3:30 / 3:45 Uhr trat in der Klimaanlage vermutlich ein Kurzschluss auf, der zu einem Feuer führte, das sehr schnell auf die Inneneinrichtung des Wagens, die offensichtlich nicht feuerresistent war, Gardinen und Decken, über- und um sich griff. Feuerlöscher sollen nicht zur Verfügung gestanden haben. Die Fenster des Wagens bestanden aus sehr festem Glas, so dass es den Reisenden nur bei einigen gelang, sie einzuschlagen und die Fenster als Fluchtweg zu nutzen. Rund 40 Reisende konnten sich so retten und sprangen aus dem noch fahrenden Zug. Die Flammen griffen auch auf einen zweiten Wagen über, in dem das Feuer aber gelöscht werden konnte.
Der Lokomotivführer hielt den Zug an, als er den Brand bemerkte, und das brennende Fahrzeug wurde vom Zug abgekuppelt, um das Übergreifen des Brandes auf den übrigen Zug zu verhindern.

## Folgen
26 Menschen starben, darunter zwei Kinder. Viele der Opfer erlitten Rauchvergiftungenund/oder verbrannten, z. T. bis zur Unkenntlichkeit, so dass sie über eine DNA-Analyse identifiziert werden müssen. Darüber hinaus wurden 8 Menschen verletzt, fünf von ihnen schwer.
Der indische Premierminister, Manmohan Singh, sprach den Betroffenen sein Mitgefühl aus. Der indische Eisenbahnminister Mallikarjun Kharge sagte den nächsten Angehörigen der Opfer eine Entschädigung in Höhe von einer halben Million Rupien zu und ordnete die Untersuchung des Eisenbahnunfalls durch den Vorsitzenden des Verwaltungsrats der Indischen Eisenbahnen an und sagte einen vollständigen Untersuchungsbericht nach Abschluss der Untersuchung zu.